# Phacophallus nigerianus
Phacophallus nigerianus – gatunek chrząszcza z rodziny kusakowatych i podrodziny kusaków. 
Gatunek ten opisany został po raz pierwszy w 2016 roku przez Arnalda Bordoniego na łamach „Biodiversity Journal”. Jako lokalizację typową wskazano wybrzeże rzeki Kaduna w nigeryjskim stanie Plateau. W obrębie rodzaju należy do grupy gatunków senegalensis wraz z P. ghanensis, P. mirus, P. sahariensis i P. senegalensis.
Chrząszcz o silnie wydłużonym ciele długości 6,3 mm. Głowa jest błyszcząco czarna z ceglastymi czułkami, silniej ku tyłowi rozszerzona i z mocniej wyłupiastymi oczami niż u podobnego P. politus. Przedplecze jest masywne, błyszcząco rudobrązowe, silniej ku przodowi rozszerzone i grubiej punktowane niż w przypadku P. politus. Pokrywy są błyszcząco brązowe z przyciemnionym tyłem, w zarysie kwadratowawe, o niemal równoległych brzegach bocznych, krótsze oraz  grubiej i gęściej punktowane niż u P. politus. Skrzydła tylnej pary są w pełni wykształcone. Barwa odnóży jest ceglasta. Odwłok ma ciemnobrązowy kolor. Genitalia samca mają edeagus z dobrze widocznym, bardzo długim i wąskim woreczkiem wewnętrznym zaopatrzonym w krótkie szeregi spinuli i dziesięć trójkątnych kolców.
Gatunek afrotropikalny, znany tylko z Nigerii.